# Bulmer (Essex)
Pour les articles homonymes, voir Bulmer.
Bulmer est un village et une paroisse civile de l'Essex, en Angleterre.